# Courances
Cet article possède un paronyme, voir Coutances.
Courances (prononcé [kuʁɑ̃s] ) est une commune française située dans le département de l'Essonne en région Île-de-France.
Ses habitants sont appelés les Courançois.

## Géographie

### Situation
| Type d’occupation           | Pourcentage | Superficie (en hectares) |
| --------------------------- | ----------- | ------------------------ |
| Espace urbain construit     | 3,2 %       | 26,84                    |
| Espace urbain non construit | 2,3 %       | 18,89                    |
| Espace rural                | 94,5 %      | 782,29                   |
| Source : Iaurif             |             |                          |

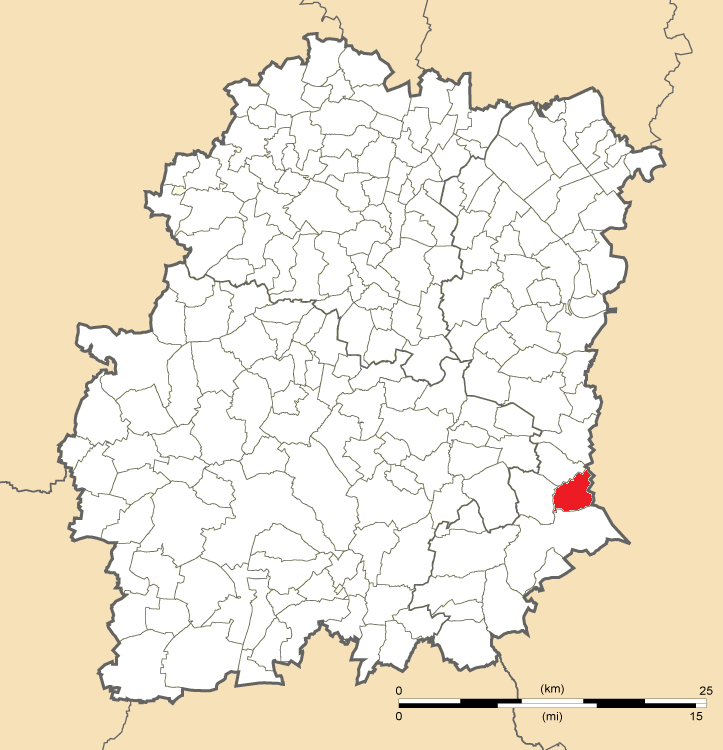
Position de Courances en Essonne.

Courances est située dans le Gâtinais, à la limite de l'Essonne, du Loiret et de la Seine-et-Marne.
Courances est située à quarante-huit kilomètres au sud-est de Paris-Notre-Dame, point zéro des routes de France, vingt-deux kilomètres au sud-est d'Évry, quatre kilomètres au nord de Milly-la-Forêt, onze kilomètres au sud-est de La Ferté-Alais, dix-neuf kilomètres au sud de Corbeil-Essonnes, vingt-trois kilomètres à l'est d'Étampes, vingt-quatre kilomètres au sud-est d'Arpajon, vingt-sept kilomètres au sud-est de Montlhéry, trente-cinq kilomètres au sud-est de Palaiseau, trente-six kilomètres au sud-est de Dourdan.

### Communes limitrophes
|                  | Dannemois      | Cély (Seine-et-Marne)            |
| Moigny-sur-École | Courances      | Fleury-en-Bière (Seine-et-Marne) |
|                  | Milly-la-Forêt |                                  |

### Hydrographie
La commune est traversée par la rivière l'École.

### Climat
Pour des articles plus généraux, voir Climat de l'Île-de-France et Climat de l'Essonne.
En 2010, le climat de la commune est de type climat océanique dégradé des plaines du Centre et du Nord, selon une étude du CNRS s'appuyant sur une série de données couvrant la période 1971-2000. En 2020, Météo-France publie une typologie des climats de la France métropolitaine dans laquelle la commune est exposée à un climat océanique altéré et est dans la région climatique Sud-ouest du bassin Parisien, caractérisée par une faible pluviométrie, notamment au printemps (120 à 150 mm) et un hiver froid (3,5 °C). 
Pour la période 1971-2000, la température annuelle moyenne est de 11,1 °C, avec une amplitude thermique annuelle de 15,6 °C. Le cumul annuel moyen de précipitations est de 659 mm, avec 10,7 jours de précipitations en janvier et 7,6 jours en juillet. Pour la période 1991-2020, la température moyenne annuelle observée sur la station météorologique la plus proche, située sur la commune de Nainville-les-Roches à 7 km à vol d'oiseau, est de 11,5 °C et le cumul annuel moyen de précipitations est de 702,3 mm,. Pour l'avenir, les paramètres climatiques de la commune estimés pour 2050 selon différents scénarios d'émission de gaz à effet de serre sont consultables sur un site dédié publié par Météo-France en novembre 2022.

## Urbanisme

### Typologie
Au 1er janvier 2024, Courances est catégorisée bourg rural, selon la nouvelle grille communale de densité à sept niveaux définie par l'Insee en 2022.
Elle est située hors unité urbaine. Par ailleurs la commune fait partie de l'aire d'attraction de Paris, dont elle est une commune de la couronne,. Cette aire regroupe 1 929 communes,.

## Toponymie
L'origine du nom de la commune donne lieu à une jolie légende liée à la présence sur le site de sources. Il s'agit en réalité d'une dérivation du nom latin du propriétaire du domaine, comme c'est souvent le cas dans la toponymie; ici Corentius, comme pour Corrençon en Isère et Courrensan dans le Gers (cf. Dictionnaire étymologique des noms de lieux en France A. Dauzat et Ch. Rostaing, édit Guénégaud 1978). La commune fut créée en 1793 avec le nom Courance, l'orthographe actuelle a été introduite par le Bulletin des lois en 1801.

## Histoire
Durant la première guerre mondiale le château fut transformé en hôpital, puis occupé par les Allemands durant la seconde. À la libération, le maréchal Montgomery en fit sa base arrière. De son passage est resté le billard.

## Politique et administration

### Politique locale
La commune de Courances est rattachée au canton de Mennecy, représenté par les conseillers départementaux Patrick Imbert (UMP) et Caroline Parâtre (UMP), à l'arrondissement d’Évry et à deuxième circonscription de l'Essonne, représentée par le député Franck Marlin (UMP).
L'Insee attribue à la commune le code 91 2 18 180. La commune de Courances est enregistrée au répertoire des entreprises sous le code SIREN 219 101 805. Son activité est enregistrée sous le code APE 8411Z.

### Tendances et résultats politiques
Élections présidentielles, résultats des deuxièmes tours :
- Élection présidentielle de 2002 : 82,88 % pour Jacques Chirac (RPR), 17,12 % pour Jean-Marie Le Pen (FN), 83,87 % de participation[28].
- Élection présidentielle de 2007 : 60,52 % pour Nicolas Sarkozy (UMP), 39,48 % pour Ségolène Royal (PS), 87,05 % de participation[29].
- Élection présidentielle de 2012 : 62,95 % pour Nicolas Sarkozy (UMP), 37,05 % pour François Hollande (PS), 91,07 % de participation[30].

Élections législatives, résultats des deuxièmes tours :
- Élections législatives de 2002 : 64,74 % pour Franck Marlin (UMP), 35,26 % pour Gérard Lefranc (PCF), 63,08 % de participation[31].
- Élections législatives de 2007 : 58,88 % pour Franck Marlin (UMP) élu au premier tour, 18,27 % pour Marie-Agnès Labarre (PS), 71,48 % de participation[32].
- Élections législatives de 2012 : 62,70 % pour Franck Marlin (UMP), 37,30 % pour Béatrice Pèrié (PS), 66,32 % de participation[33].

Élections européennes, résultats des deux meilleurs scores :
- Élections européennes de 2004 : 29,53 % pour Patrick Gaubert (UMP), 17,45 % pour Marielle de Sarnez (UDF), 55,36 % de participation[34].
- Élections européennes de 2009 : 41,61 % pour Michel Barnier (UMP), 20,81 % pour Daniel Cohn-Bendit (Les Verts), 52,43 % de participation[35].
- Élections européennes de 2014 : 28,21 % pour Alain Lamassoure (UMP), 25,64 % pour Aymeric Chauprade (FN), 54,21 % de participation[36].

Élections régionales, résultats des deux meilleurs scores :
- Élections régionales de 2004 : 49,21 % pour Jean-François Copé (UMP), 40,74 % pour Jean-Paul Huchon (PS), 70,61 % de participation[37].
- Élections régionales de 2010 : 56,00 % pour Valérie Pécresse (UMP), 44,00 % pour Jean-Paul Huchon (PS), 57,88 % de participation[38].

Élections cantonales, résultats des deuxièmes tours :
- Élections cantonales de 2004 : 63,49 % pour Jean-Jacques Boussaingault (UMP), 36,51 % pour Martine Stehlin (PS), 70,61 % de participation[39].
- Élections cantonales de 2011 : 62,59 % pour Jean-Jacques Boussaingault (UMP), 37,41 % pour Marie-Anne Bachelerie (PS), 53,05 % de participation[40].

Élections municipales, résultats des deuxièmes tours :
- Élections municipales de 2001 : données manquantes.
- Élections municipales de 2008 : 188 voix pour Gilles Dementhon (?), 180 voix pour Valentine Hansen (-), 75,17 % de participation[41].

Référendums :
- Référendum de 2000 relatif au quinquennat présidentiel : 70,91 % pour le Oui, 29,09 % pour le Non, 51,78 % de participation[42].
- Référendum de 2005 relatif au traité établissant une Constitution pour l'Europe : 56,64 % pour le Oui, 43,36 % pour le Non, 82,61 % de participation[43].

## Population et société

### Démographie

#### Évolution démographique
L'évolution du nombre d'habitants est connue à travers les recensements de la population effectués dans la commune depuis 1793. Pour les communes de moins de 10 000 habitants, une enquête de recensement portant sur toute la population est réalisée tous les cinq ans, les populations de référence des années intermédiaires étant quant à elles estimées par interpolation ou extrapolation. Pour la commune, le premier recensement exhaustif entrant dans le cadre du nouveau dispositif a été réalisé en 2008.

En 2022, la commune comptait 336 habitants, en évolution de −2,33 % par rapport à 2016 (Essonne : +2,89 %, France hors Mayotte : +2,11 %).
| 1793 | 1800 | 1806 | 1821 | 1831 | 1836 | 1841 | 1846 | 1851 |
| ---- | ---- | ---- | ---- | ---- | ---- | ---- | ---- | ---- |
| 250  | 381  | 334  | 323  | 369  | 380  | 352  | 353  | 359  |

| 1856 | 1861 | 1866 | 1872 | 1876 | 1881 | 1886 | 1891 | 1896 |
| ---- | ---- | ---- | ---- | ---- | ---- | ---- | ---- | ---- |
| 350  | 359  | 361  | 346  | 350  | 375  | 355  | 356  | 333  |

| 1901 | 1906 | 1911 | 1921 | 1926 | 1931 | 1936 | 1946 | 1954 |
| ---- | ---- | ---- | ---- | ---- | ---- | ---- | ---- | ---- |
| 323  | 329  | 272  | 297  | 236  | 283  | 288  | 267  | 276  |

| 1962 | 1968 | 1975 | 1982 | 1990 | 1999 | 2006 | 2008 | 2013 |
| ---- | ---- | ---- | ---- | ---- | ---- | ---- | ---- | ---- |
| 303  | 272  | 290  | 311  | 354  | 352  | 348  | 347  | 346  |

| 2018 | 2022 | - | - | - | - | - | - | - |
| ---- | ---- | - | - | - | - | - | - | - |
| 341  | 336  | - | - | - | - | - | - | - |

#### Pyramide des âges
En 2018, le taux de personnes d'un âge inférieur à 30 ans s'élève à 28,1 %, soit en dessous de la moyenne départementale (39,9 %). À l'inverse, le taux de personnes d'âge supérieur à 60 ans est de 28,1 % la même année, alors qu'il est de 20,1 % au niveau départemental.
En 2018, la commune comptait 170 hommes pour 171 femmes, soit un taux de 50,15 % de femmes, légèrement inférieur au taux départemental (51,02 %).
Les pyramides des âges de la commune et du département s'établissent comme suit.
| Hommes | Classe d’âge | Femmes |
| ------ | ------------ | ------ |
| 0,0    | 90 ou +      | 0,6    |
| 5,3    | 75-89 ans    | 8,2    |
| 22,9   | 60-74 ans    | 19,3   |
| 27,6   | 45-59 ans    | 28,1   |
| 13,5   | 30-44 ans    | 18,1   |
| 13,5   | 15-29 ans    | 9,4    |
| 17,1   | 0-14 ans     | 16,4   |

| Hommes | Classe d’âge | Femmes |
| ------ | ------------ | ------ |
| 0,5    | 90 ou +      | 1,4    |
| 5,4    | 75-89 ans    | 7,2    |
| 12,9   | 60-74 ans    | 13,9   |
| 20     | 45-59 ans    | 19,4   |
| 19,9   | 30-44 ans    | 20,1   |
| 20     | 15-29 ans    | 18,2   |
| 21,3   | 0-14 ans     | 19,8   |

### Enseignement
Les élèves de Courances sont rattachés à l'académie de Versailles. La commune dispose sur son territoire d'une école primaire publique.

### Lieux de culte

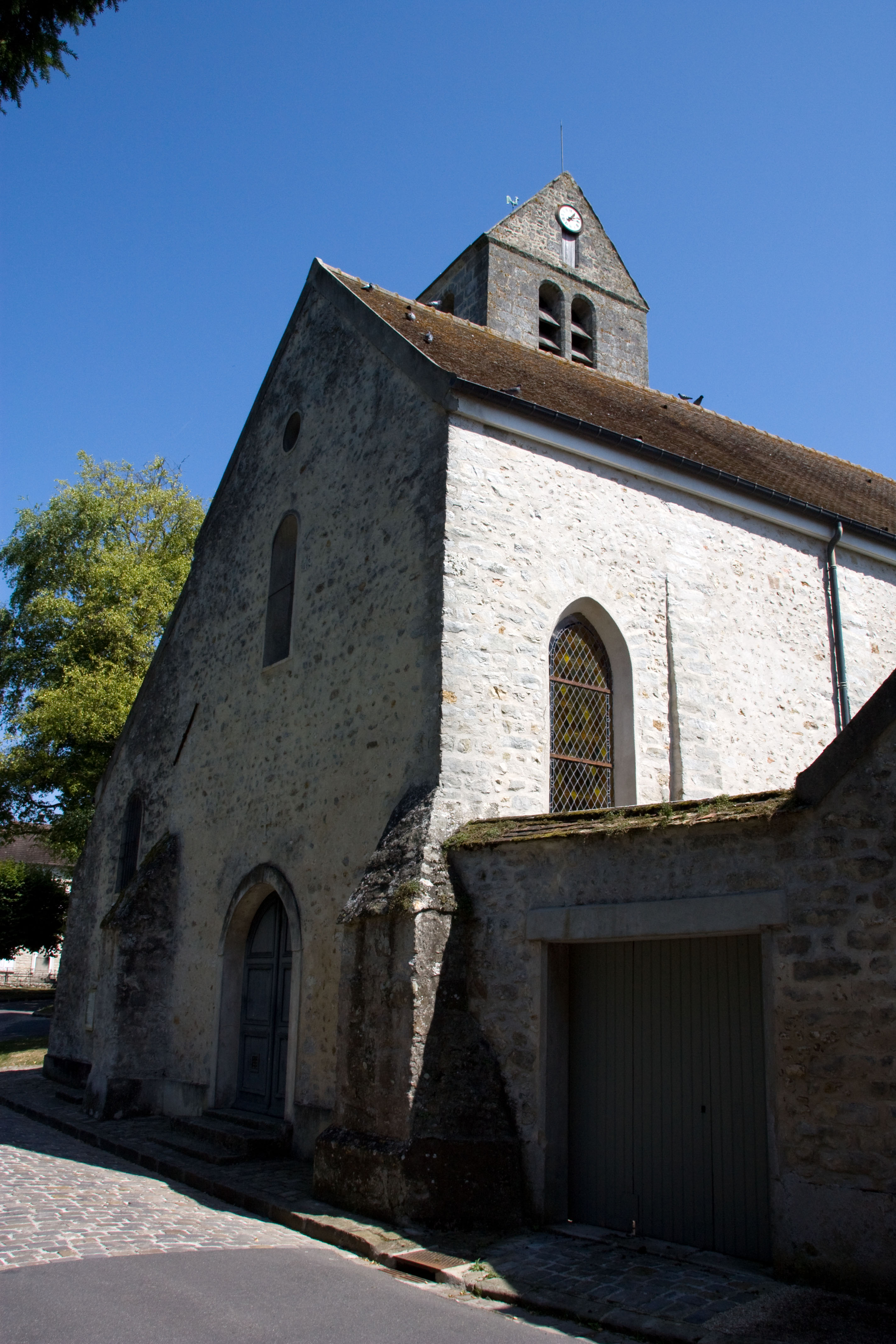
L'église Saint-Étienne.

La paroisse catholique de Courances est rattachée au secteur pastoral de Milly-la-Forêt et au diocèse d'Évry-Corbeil-Essonnes. Elle dispose de l'église Saint-Étienne.

### Médias
L'hebdomadaire Le Républicain relate les informations locales. La commune est en outre dans le bassin d'émission des chaînes de télévision France 3 Paris Île-de-France Centre, IDF1 et Téléssonne intégré à Télif.

## Économie

### Emplois, revenus et niveau de vie
En 2010, le revenu fiscal médian par ménage était de 49 120 €, ce qui plaçait Courances au 355e rang parmi les 31 525 communes de plus de 39 ménages en métropole.
| Répartition des emplois par catégories socioprofessionnelles en 2006. |              |                                           |                                                   |                            |                          |                           |
|                                                                       | Agriculteurs | Artisans, commerçants, chefs d’entreprise | Cadres et professions intellectuelles supérieures | Professions intermédiaires | Employés                 | Ouvriers                  |
| Courances                                                             | -            | -                                         | -                                                 | -                          | -                        | -                         |
| Zone d’emploi d’Évry                                                  | 0,3 %        | 4,0 %                                     | 20,2 %                                            | 29,6 %                     | 28,2 %                   | 17,7 %                    |
| Moyenne nationale                                                     | 2,2 %        | 6,0 %                                     | 15,4 %                                            | 24,6 %                     | 28,7 %                   | 23,2 %                    |
| Répartition des emplois par secteurs d’activités en 2006.             |              |                                           |                                                   |                            |                          |                           |
|                                                                       | Agriculture  | Industrie                                 | Construction                                      | Commerce                   | Services aux entreprises | Services aux particuliers |
| Courances                                                             | -            | -                                         | -                                                 | -                          | -                        | -                         |
| Zone d’emploi d’Évry                                                  | 0,9 %        | 13,5 %                                    | 5,4 %                                             | 14,6 %                     | 16,2 %                   | 6,9 %                     |
| Moyenne nationale                                                     | 3,5 %        | 15,2 %                                    | 6,4 %                                             | 13,3 %                     | 13,3 %                   | 7,6 %                     |
| Sources : Insee,                                                      |              |                                           |                                                   |                            |                          |                           |

## Culture locale et patrimoine

### Patrimoine environnemental
Le parc du château de Courances est labellisé « Jardin remarquable ».
Les berges de l'École, les espaces agricoles et les bois qui les bordent et la partie communale de la vaste forêt de Milly-la-Forêt à l'est ont été recensés au titre des espaces naturels sensibles par le conseil général de l'Essonne.

### Patrimoine architectural
- L'église Saint-Étienne a été inscrite aux monuments historiques le 29 décembre 1981[57].
- Le château de Courances du XVIIe siècle a partiellement été classé aux monuments historiques le 27 juin 1983[58] au même titre que son parc[59]. Il est la propriété de la famille de Ganay.
- Lavoir du XVIIIe siècle.

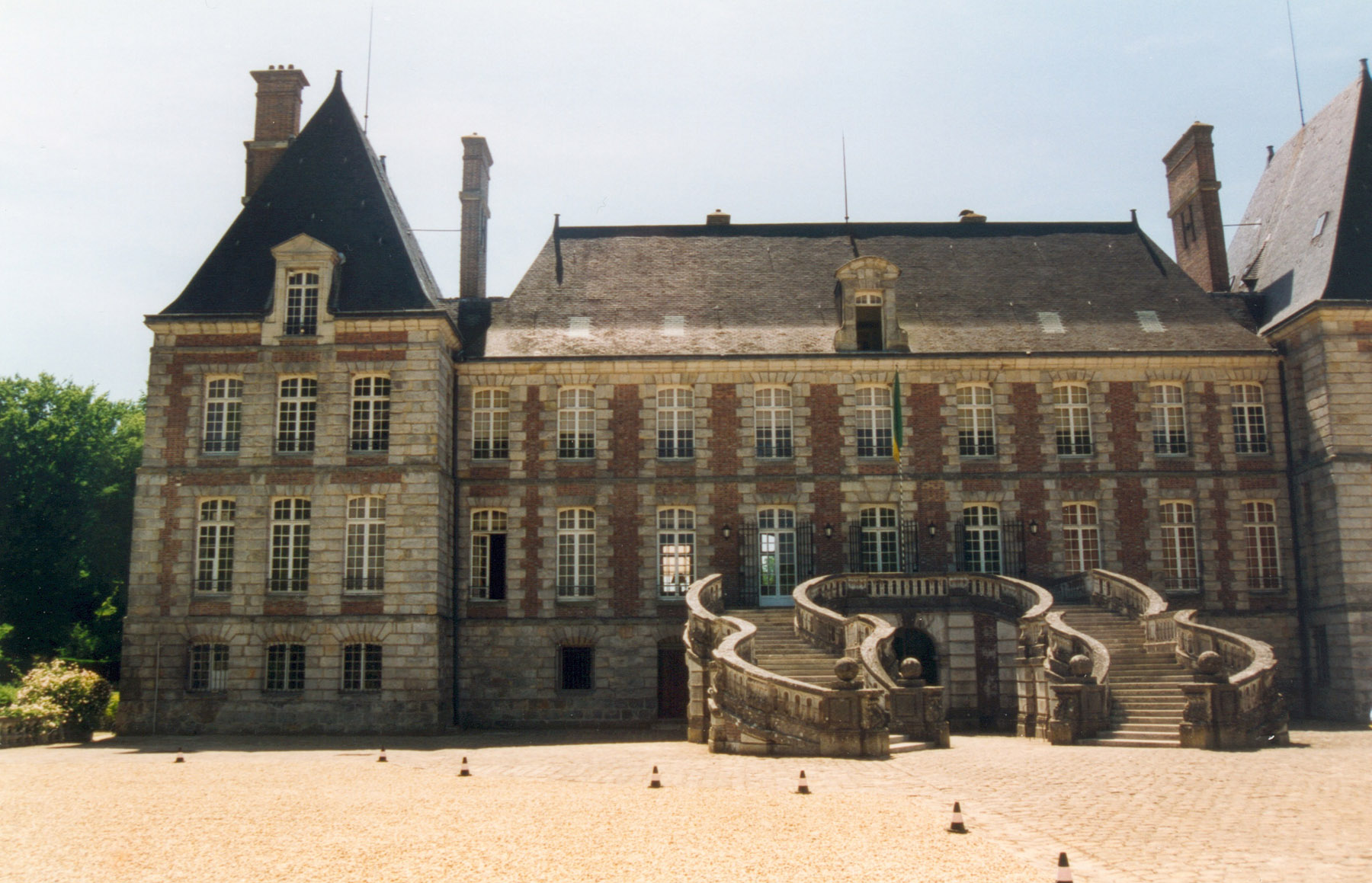
Le château côté cour.
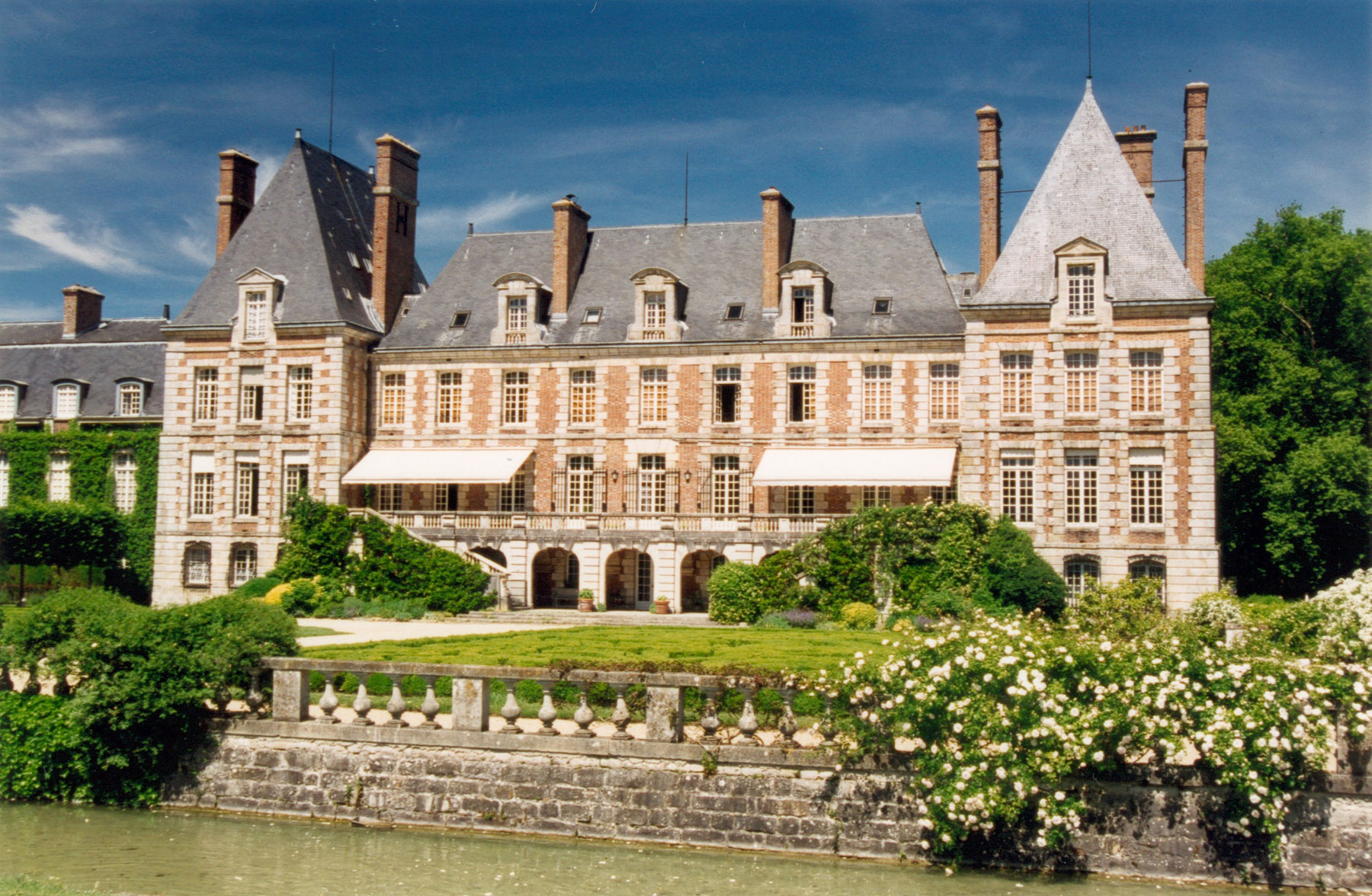
Le château côté jardin.
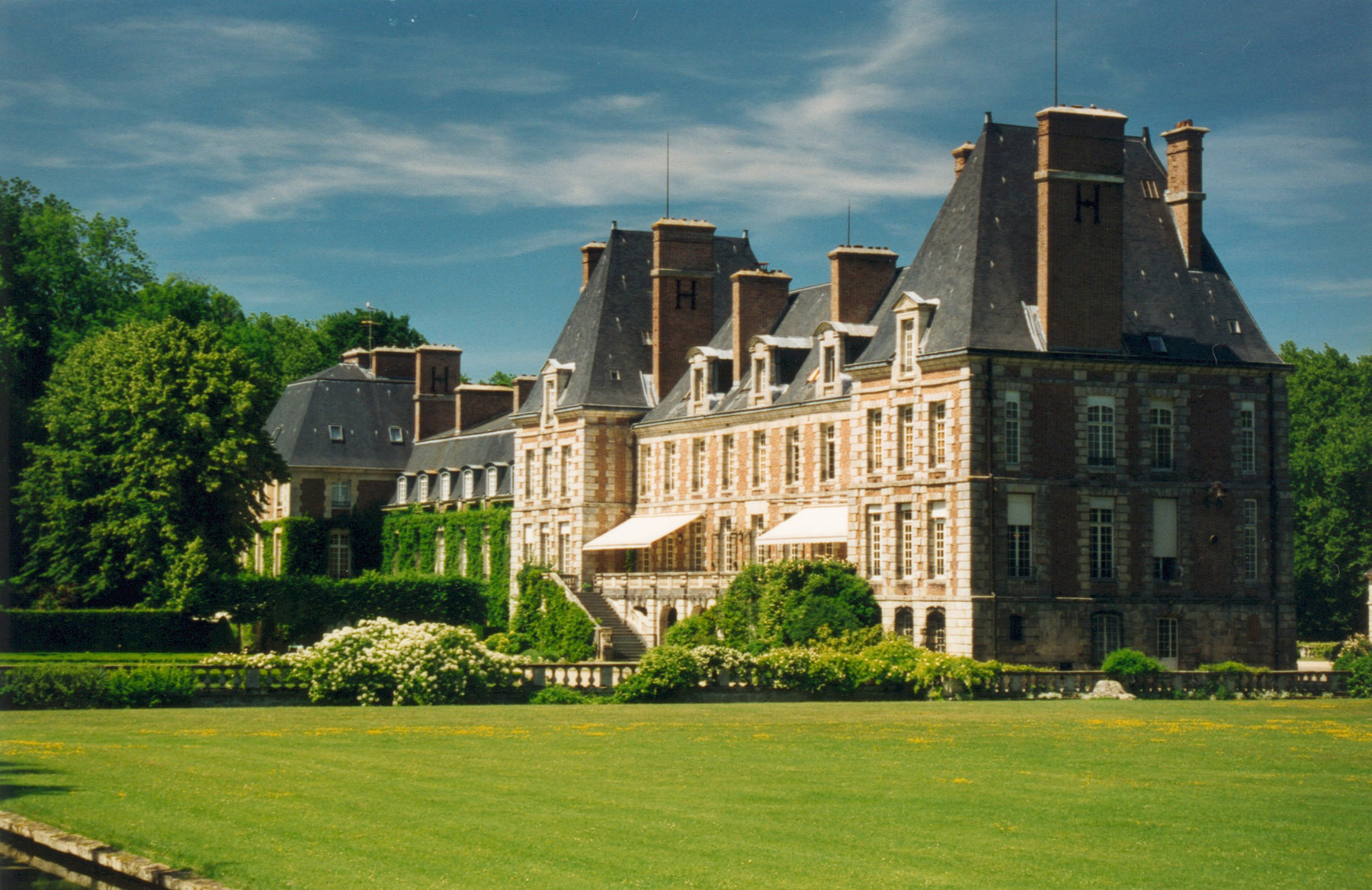
Le château côté jardin.
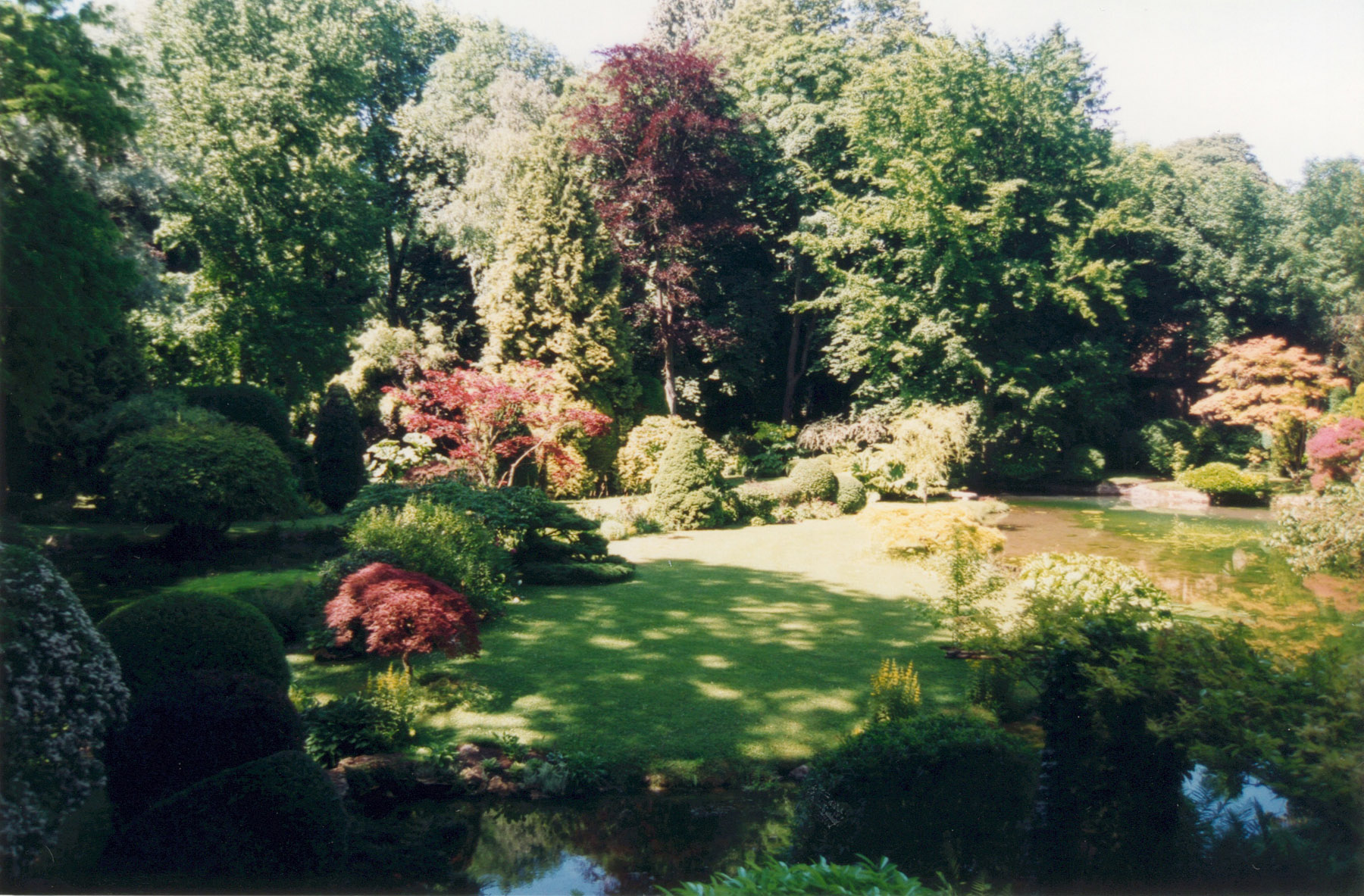
Le jardin japonais.
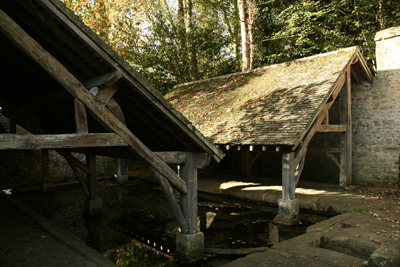
Le lavoir.
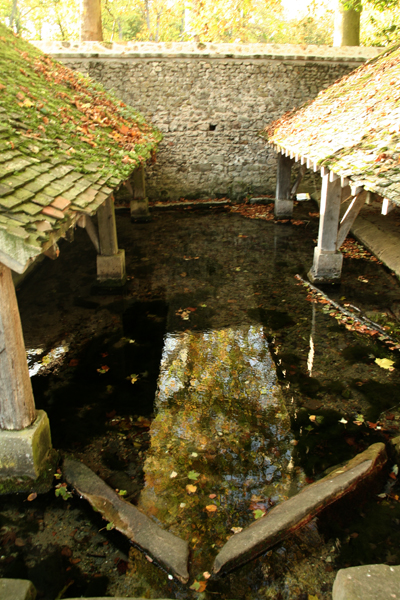
Le lavoir.
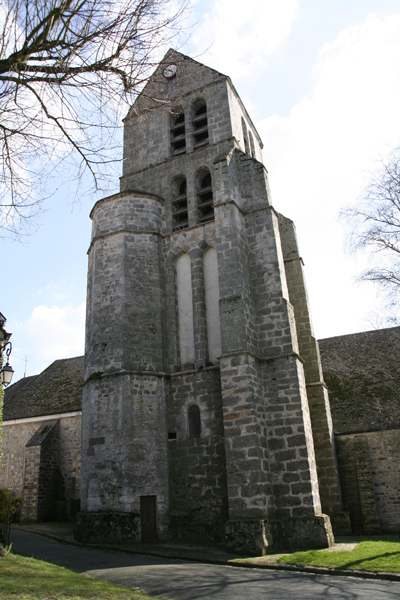
L'église.

### Personnalités liées à la commune
Différents personnages publics sont nés, décédés ou ont vécu à Courances :
- Henry de Courances (?-1268), en était le seigneur ;
- Jeanne d'Arc (1412-1431), sainte catholique, y séjourna ;
- Octave de Béhague (1826-1879), collectionneur, y séjourna ;
- Berthe de Béhague (1868-1940), salonnière, mécène et paysagiste française ;
- Martine-Marie-Pol de Béhague (1869-1939), mécène, y séjourna ;
- Nina Ricci (1882-1970), couturière, y est enterrée.

### Courances dans les arts et la culture
- Courances a servi de lieu de tournage pour les films Le Mariage de Figaro de Marcel Bluwal sorti en 1961[60], Le Masque de fer d'Henri Decoin diffusé en 1962, Que la fête commence de Bertrand Tavernier sorti en 1975[61], L'Homme au masque de fer de Mike Newell diffusé en 1977, Molière de Laurent Tirard sorti en 2007[62] et Le Roi, l'Écureuil et la Couleuvre de Laurent Heynemann diffusé en 2011[63].